# Е Цинжун
Е Цинжу́н (кит. трад. 葉清榮, пиньинь Yè Qīngróng ; 1915, Шанхай, Цзянсу — 14 января 1994) — китайский футболист малайского происхождения. Он стал первым малайцем когда-либо участвовавшим в Олимпийских играх. В составе сборной Китая принимал участие в Олимпийских играх 1948 года, где его команда вылетела после первого матча, проиграв со счётом 4:0 Турции.
На клубном уровне представлял малайзийский клуб «Пинанг», на протяжении многих лет был капитаном клуба, трижды выигрывал с командой кубок Малайзии: в 1953, 1954 и 1958 годах.